# 東名高速酒後駕駛事故
東名高速酒後駕駛事故是發生在1999年11月28日，日本東京都世田谷區一名貨車司機酒後駕駛發生車禍，導致私家車上一對姊妹死亡的慘劇。

## 事發經過
事件發生在1999年11月28日15時半左右（UTC+9），在東京都世田谷區的東名高速道路東京IC附近，一名千葉市的公司職員(49歲)駕駛第一代豐田Cresta私家車（由其夫人(31歲)駕駛）在首都高速道路用賀TB通過減速帶，被來自高知往東京的大型貨車（12噸）追撞。私家車當場起火，車上兩名年約3歲和1歲的女童被燒死；該職員也全身因為大火而嚴重灼傷，需要做皮膚移植手術。
貨車司機在高知往大阪的渡輪內和東名高速道路的休息站內喝掉了250ml的燒酌跟560ml的威士忌（約750毫升），事發當時一直因醉酒而站不穩。據知呼氣中的酒精濃度是每1公升0.63毫克。

## 裁判與判決
刑事訴訟
檢察官對肇事貨車司機以業務過失致死和酒駕導致兒童死亡等罪名，要求法官處以有期徒刑5年。東京地方裁判所於2000年6月8日宣判，對肇事司機處以有期徒刑4年。檢察官不服判決，提起上訴。全案於2001年1月12日重審，東京高等裁判所駁回上訴，判決司機有期徒刑4年確定。
民事訴訟
死者雙親對司機任職的高知通運公司，向東京地方法院提出約3億5600萬日圓的損害賠償。東京地方裁判所判決，被告需支付賠償金2億4979萬5756日圓給死者家屬。

## 對社會的影響
2000年6月，神奈川縣座間市一名造形作家無照酒後駕車發生車禍，造成一名大學一年級學生喪命。由於被告態度嚣張且判刑太輕，未能反映當時日本法律對生命的重視，因此出現要求修改法令的連署運動。受害者們衷心地贊成這個運動的宗旨，在全國各地反覆進行街頭連署運動，總共收集了374,339名簽名，在2001年10月最後的署名單的時候上，提交給法務大臣。
由於得到各界的支持，2001年6月《道路交通法》修正案及同年11月28日《刑法》修正案都在日本國會全會通過。《刑法》新增第208條之2「危險駕駛致死傷罪」，於2001年12月25日施行，最高刑罰設定為有期徒刑15年。

## 關連項目
2009年落馬洲車禍

## 外部連結
- （日語）受害夫妻的手記 （页面存档备份，存于）
- （日語）